# Köping (urbanistyka)
Köping (wym. [ʃøːpɪŋ]) – wyraz w języku szwedzkim oznaczający „miasto targowe” (porównaj z miasteczkiem). W średniowieczu używane było w stosunku do miast, którym nadano prawo urządzania targu. W dzisiejszej Finlandii, która stanowiła do 1809 część Szwecji, istnieje podobne określenie – kauppala.
Historycznie wiele miast szwedzkich posiadało prawa osady targowej zanim otrzymały prawa miejskie. W 1971 reforma administracyjna zniosła rozróżnienie między miastami, miastami targowymi i gminami wiejskimi wprowadzając podział na gminy (kommun).
Współcześnie istnieje kilka miast, które zachowały w swoich nazwach cząstkę köping:
- Enköping
- Falköping
- Jönköping
- Köping
- Lidköping
- Linköping
- Norrköping
- Nyköping
- Söderköping